# 1. FC Brno 2003/2004
Tento článek se podrobně zabývá soupiskou a statistikami týmu 1. FC Brno v sezoně 2003/2004.

## Důležité momenty sezony
- 14. místo v konečné ligové tabulce
- Čtvrtfinále národního poháru
- Semifinále poháru Intertoto

## Statistiky hráčů
- zahrnující ligu, evropské poháry a závěrečné boje národního poháru (osmifinále a výše)

| Pozice | Jméno          | Zápasy | Národnost |           |
| B      | Tomáš Belic    | 37     | Slovensko |           |
| B      | Peter Brezovan | 3      | Slovensko |           |
| Pozice | Jméno          | Zápasy | Góly      | Národnost |
| Z      | Tomáš Abrahám  | 39     | 1         | Česko     |
| Z      | Michal Belej   | 30     | 2         | Česko     |
| U      | Libor Došek    | 21     | 10        | Česko     |
| Z      | Roman Drga     | 8      | 0         | Česko     |
| Z      | Martin Dupal   | 1      | 0         | Česko     |
| Z      | Lukáš Hlavatý  | 15     | 1         | Česko     |
| O      | Zdeněk Houšť   | 6      | 0         | Česko     |
| O      | Martin Kotůlek | 34     | 0         | Česko     |
| U      | Karel Kroupa   | 27     | 4         | Česko     |
| Z      | Miloš Krško    | 17     | 1         | Slovensko |
| O      | Patrik Křap    | 21     | 0         | Česko     |
| O      | Petr Křivánek  | 33     | 2         | Česko     |
| Z      | Tomáš Máša     | 11     | 1         | Česko     |
| Z      | Pavel Mezlík   | 15     | 2         | Česko     |
| U      | Petr Musil     | 18     | 1         | Česko     |
| Z      | Jan Nečas      | 1      | 0         | Česko     |
| U      | Milan Pacanda  | 37     | 15        | Česko     |
| O      | Aleš Schuster  | 34     | 1         | Česko     |
| Z      | Petr Schwarz   | 7      | 0         | Česko     |
| U      | Pavel Simr     | 4      | 1         | Česko     |
| Z      | Milan Svoboda  | 28     | 1         | Česko     |
| U      | Pavel Šustr    | 17     | 0         | Česko     |
| U      | Petr Švancara  | 4      | 0         | Česko     |
| O      | Marek Zúbek    | 36     | 0         | Česko     |
| Z      | Martin Živný   | 28     | 1         | Česko     |

- hráči A-týmu bez jediného startu: Pavel Vojtíšek
- trenéři: Karel Večeřa, Stanislav Schwarz, Karel Jarůšek
- asistenti: Bohumil Smrček, Rostislav Horáček, Petr Maléř, Josef Hron

## Zápasy

### 1. Liga
- 1. a 16. kolo – 1. FC Brno – SFC Opava 2:0, 0:4
- 2. a 17. kolo – 1. FC Brno – 1. FC Synot 3:1, 0:0
- 3. a 18. kolo – SK České Budějovice – 1. FC Brno 0:2, 1:0
- 4. a 19. kolo – 1. FC Brno – FK Viktoria Žižkov 2:1, 0:2
- 5. a 20. kolo – FC Slovan Liberec – 1. FC Brno 0:0, 0:2
- 6. a 21. kolo – 1. FC Brno – FK Chmel Blšany 1:1, 1:2
- 7. a 22. kolo – FC Viktoria Plzeň – 1. FC Brno 1:1, 0:4
- 8. a 23. kolo – 1. FC Brno – FC Baník Ostrava 0:0, 1:5
- 9. a 24. kolo – SK Slavia Praha – 1. FC Brno 4:1, 2:2
- 10. a 25. kolo – FC Tescoma Zlín – 1. FC Brno 3:2, 2:1
- 11. a 26. kolo – 1. FC Brno – FK Teplice 2:1, 1:2
- 12. a 27. kolo – AC Sparta Praha – 1. FC Brno 1:0, 0:0
- 13. a 28. kolo – 1. FC Brno – FK Jablonec 97 1:1, 0:1
- 14. a 29. kolo – SK Sigma Olomouc – 1. FC Brno 3:1, 2:1
- 15. a 30. kolo – 1. FC Brno – FC Marila Příbram 1:1, 1:2

### Národní pohár
- 2. kolo – FK Mutěnice – 1. FC Brno 1:9
- 3. kolo – Horácký FK Třebíč – 1. FC Brno 0:4
- Osmifinále – 1. FK Drnovice – 1. FC Brno 0:2
- Čtvrtfinále – FC Baník Ostrava – 1. FC Brno 1:0

### Pohár Intertoto
- 1. kolo – 1. FC Brno – FC Kotajk Abovian 1:0, 2:3
- 2. kolo – FC Thun – 1. FC Brno 2:3, 1:1
- 3. kolo – EA Guingamp – 1. FC Brno 2:1, 2:4prodl.
- Semifinále – 1. FC Brno – Villarreal CF 1:1, 0:2

## Klubová nej sezony
- Nejlepší střelec – Milan Pacanda, 15 branek
- Nejvíce startů – Tomáš Abrahám, 39 zápasů
- Nejvyšší výhra – 9:1 nad FK Mutěnice
- Nejvyšší prohra – 1:5 s Baníkem Ostrava
- Nejvyšší domácí návštěva – 9 945 na utkání s Baníkem Ostrava
- Nejnižší domácí návštěva – 2 775 na utkání s FK Teplice